# 小卡爾河
50°6′24″N 9°16′29″E / 50.10667°N 9.27472°E

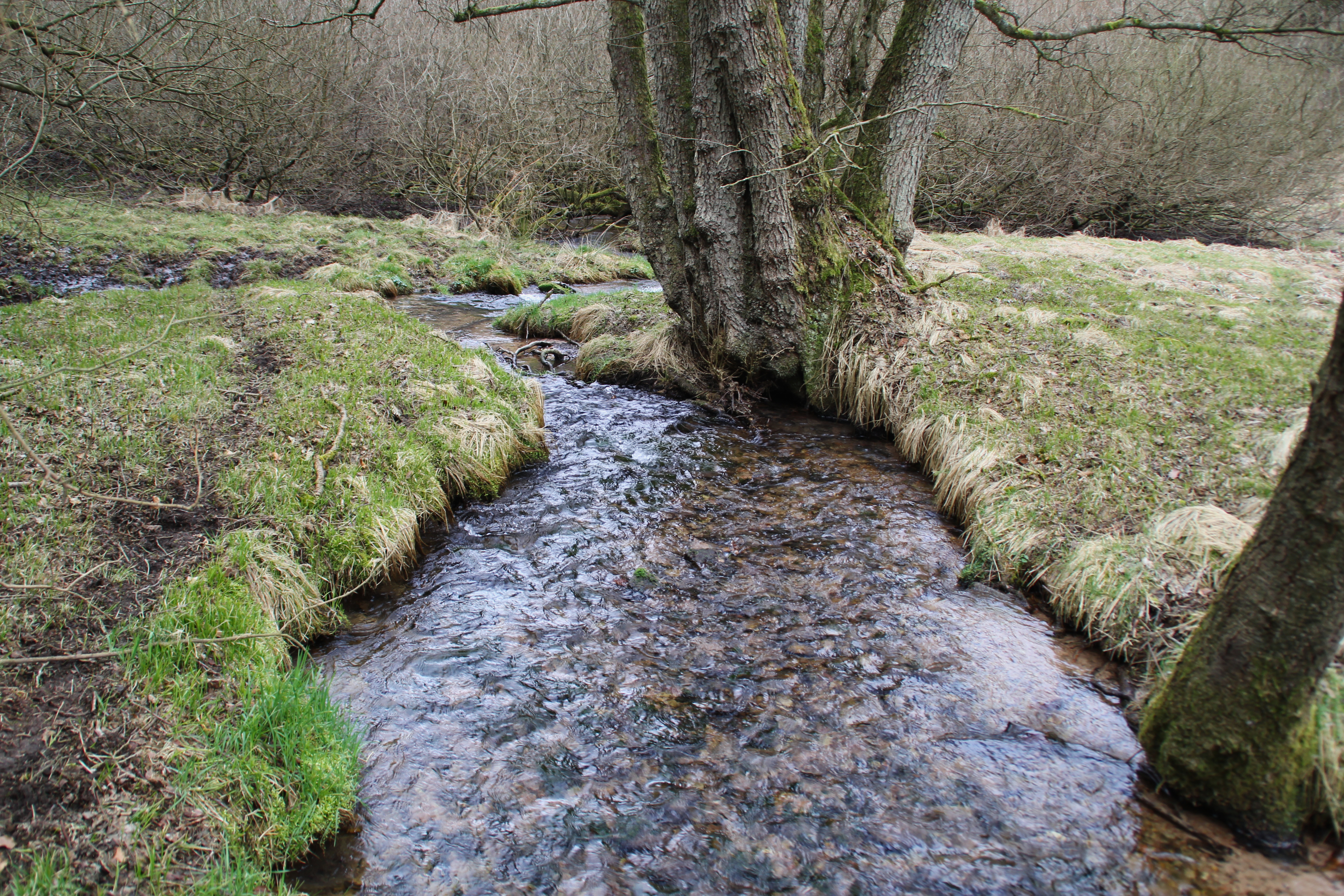

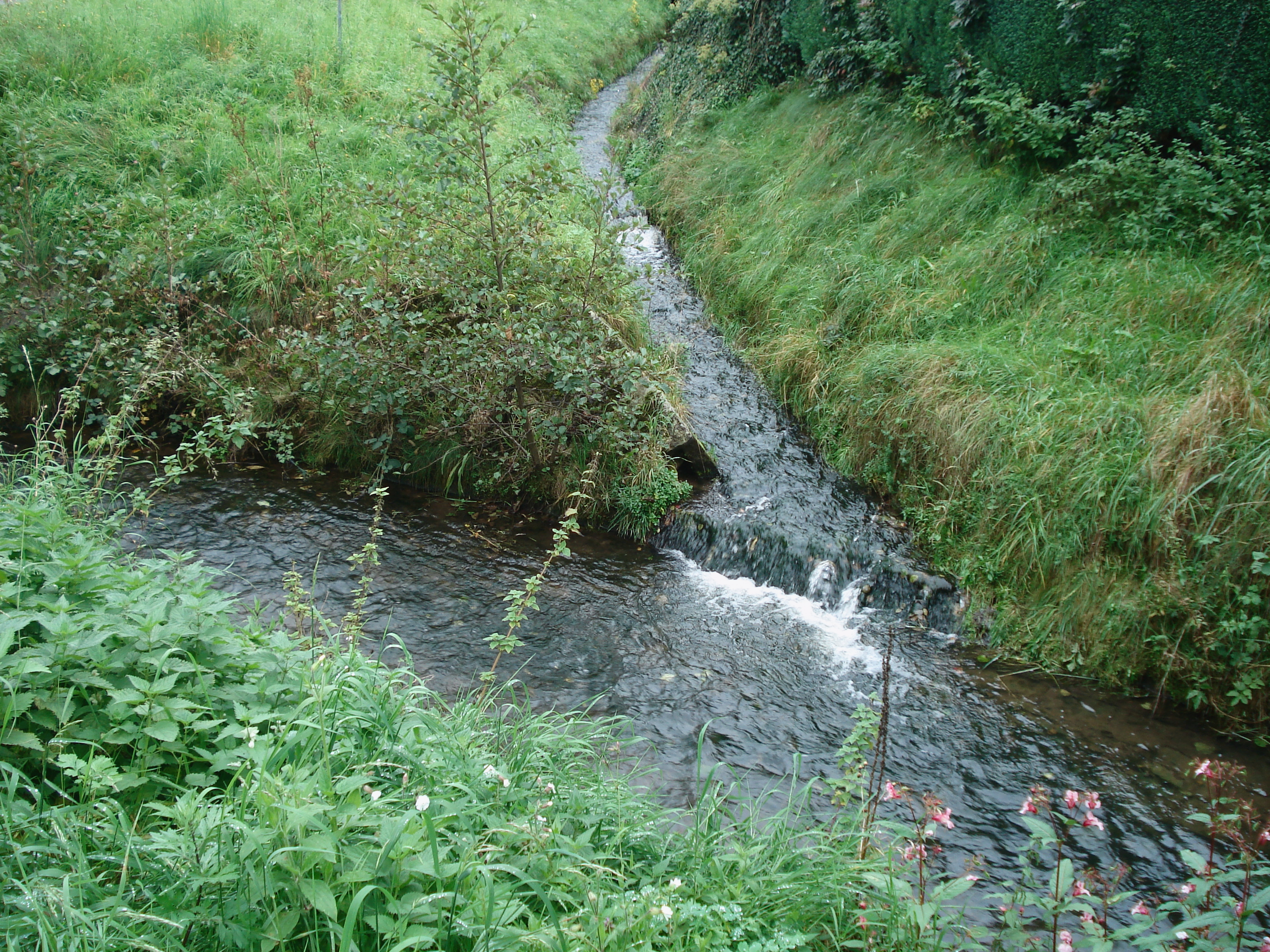

小卡爾河（德語：Kleine Kahl），是德國的河流，位於該國東南部，由巴伐利亞負責管轄，屬於卡爾河的左支流，河道全長3.4公里，流域面積6.2平方公里，流經小卡爾附近。